# IL Hødd
Maillots
Dernière mise à jour : 29 août 2011.
Le IL Hødd est un club norvégien de football basé à Ulsteinvik en Norvège.

## Bilan sportif

### Palmarès
- Coupe de Norvège
  - Vainqueur : 2012

### Bilan européen
Note : dans les résultats ci-dessous, le score du club est toujours donné en premier
| Saison    | Compétition  | Tour            | Club      | Domicile | Extérieur | Total |
| --------- | ------------ | --------------- | --------- | -------- | --------- | ----- |
| 2013-2014 | Ligue Europa | Deuxième tour Q | FK Aktobe | 1 - 0    | 0 - 2     | 1 - 2 |

Légende
- Victoire ou qualification pour le tour suivant
- Match nul
- Défaite ou élimination de la compétition

## Anciens joueurs
- Fredrik Aursnes
- Jan Åge Fjørtoft
- Åge Hareide
- Rógvi Jacobsen
- Morten Moldskred